# Иван Сила
«Иван Сила» (укр. Іван Сила) — украинский художественный фильм Виктора Андриенко и Игоря Письменного 2013 года.
Фильм снят по мотивам книги Александра Гавроша «Невероятные приключения Ивана Силы» по заказу государственного агентства Украины по вопросам кино.

## Сюжет
Прототипом главного героя фильма стал цирковой украинский атлет Иван Фирцак, которого в 1928 году признали самым сильным человеком планеты. В 1928 году на пике своей карьеры он прекратил выступать за рубежом и вернулся на родину.
Фильм воспроизводит отдельные страницы жизни молодого Ивана, который достойно прошел через серьезные испытания, возмужал и стал непобедимым великаном силы и духа.
Слоган фильма "ПРАВДА ВСЕГДА ПОБЕДИТ"

## В ролях
- Дмитрий Халаджи — Иван Фирцак, он же Иван Сила
- Василий Вирастюк — Непобедимый Велет
- Виктор Андриенко — Фикса, агент
- Ольга Сумская — Аделия фон Бухенбах, баронесса
- Игорь Письменный — Пандорский
- Вячеслав Гиндин — Новак, учитель
- Иванна Сахно — Милка
- Лесь Заднепровский — генерал
- Александр Григорьев — капитан полиции
- Борис Барский — белый клоун
- Владимир Комаров — рыжий клоун
- Леонид Шевченко — Миха
- Сергей Романюк  —Иван Сила в старости
- Николай Луценко — модератор чемпионата
- Алексей Вертинский — генерал Гюсто
- Богдан Бенюк  — Ковальский
- Сергей Конюшок — Чемпион Франции

## Съёмочная группа
- Авторы сценария:
  - Виктор Андриенко
  - Игорь Письменный
- Режиссёр-постановщик: Виктор Андриенко
- Сорежиссёр: Игорь Письменный
- Оператор-постановщик: Александр Кришталович
- Художник-постановщик: Игорь Филиппов
- Композитор: Игорь Стецюк
- Звукорежиссёр: Олег Кульчицкий
- Режиссёр монтажа: Виктор Маляренко
- Режиссёр анимации: Адриан Сахалтуев
- Продюсеры:
  - Андрей Суярко
  - Алла Овсянникова
- Сопродюсер: Александр Коваленко
- Генеральный продюсер: Владимир Филиппов

## Съёмки
- Сценарий Андриенко и Письменного, по мотивам книги Александра Гавроша «Невероятные приключения Ивана Силы» победил в конкурсе «Коронация слова» в номинации «Лучший киносценарий для детей» и получил стопроцентную финансовую поддержку государства. Бюджет проекта составил 16 миллионов гривен[2]
- Съемки фильма стартовали 21 августа 2012 года и продолжались 52 дня[3][4]
- Съемки проходили в Киеве, Черновцах, Каменец-Подольском, Иршавском районе на Закарпатье (где в селе Белки родился и закончил свой жизненный путь Иван Фирцак). Ряд сцен снято на базе киевского цирка Шапито[3]
- Премьера состоялась в киевском кинотеатре Sinema Siti 3 октября 2013 года[3]
- На премьерном показе фильма в Ужгороде присутствовали потомки Фирцака, а самый младший из его десяти детей Богдан отметил, что экранный герой Иван действительно похож на его отца[5]

## Факты
- Бюджет фильма составил 15,5 млн. гривен[6]
- Главную роль исполнил чемпион Украины по пауэрлифтингу, артист американского цирка Дмитрий Халаджи
- Презентация фильма прошла в рамках работы Украинского национального павильона 65-го Международного Каннского кинофестиваля[7]
- Картина за 4 прокатных дня собрала $ 25 360. С таким показателем она оказалась на 8 месте в прокатной десятке[8]